# 별책 하나토유메

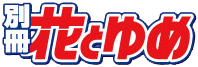

《별책 하나토유메》(別冊花とゆめ)는 하쿠센샤가 발행하는 일본의 소녀향 월간 잡지이다. 1977년 7월에 창간되어, 발행일은 전전월 26일이다.

## 개요
1977년 7월, 계간지로 창간했다. 창간호는 같은 해 여름에 발행되었으며, 가격은 300엔이었다. 이후, 계간 (1977년 - 1991년 여름호) → 격월간 (1991년 10월호 - 1993년 8월호) → 월간 (1993년 10월호 - 2001년 12+1월호) → 격월간 (2002년 3월호 - 2006년 7월호) → 월간 (2006년 8월호 - )로 간행 간격의 변경을 반복하고 있다. 2006년 9월호의 월간화부터 잡지의 사이즈가 그때까지 A5판에서 B5판이 되었다.
연애나 미스터리를 테마로 한 단편 작품을 중심으로 게재해왔으나, 월가노하 이후부터는 연재 작품도 많이 게재하고 있다. 또, 작품의 연재 간격이 다르기 때문에, 매호에 모든 연재 작품이 게재되는 것은 아니다.

## 발행 부수
- 2003년 9월 1일 - 2004년 8월 31일, 106,166부[1]
- 2004년 9월 - 2005년 8월, 94,334부[1]
- 2005년 9월 1일 - 2006년 8월 31일, 94,000부[1]
- 2006년 9월 1일 - 2007년 8월 31일, 90,750부[1]
- 2007년 10월 1일 - 2008년 9월 30일, 81,584부[1]
- 2008년 10월 1일 - 2009년 9월 30일, 75,000부[1]
- 2009년 10월 1일 - 2010년 9월 30일, 66,750부[1]
- 2010년 10월 1일 - 2011년 9월 30일, 65,484부[1]
- 2011년 10월 1일 - 2012년 9월 30일, 57,125부[1]
- 2012년 10월 1일 - 2013년 9월 30일, 43,550부[1]
- 2013년 10월 1일 - 2014년 9월 30일, 40,350부[1]

## 같이 보기
- 하나토유메